# TPS Turku (ijshockeyclub)
TPS of TPS Turku (Fins:Turun PalloSeura) is een Finse ijshockeyclub die uitkomt in de SM-liiga. Hun thuisbasis is de HK-areena in Turku.

## Geschiedenis
In 1922 werd een nieuwe club opgericht onder de naam Turun Palloseura (lett. Balsportassociatie van Turku). Hier werden, zoals de naam al zegt, verschillende balsporten beoefend, waaronder voetbal (TPS Turku) en floorball. Men begon ijshockey te spelen vanaf 1922. TPS heeft in totaal 11 keer de landstitel gewonnen, namelijk in 1956, 1976, 1989, 1990, 1991, 1993, 1995, 1999, 2000, 2001 en 2010. Alleen Ilves en Tappara doen beter.

## Huidige spelers

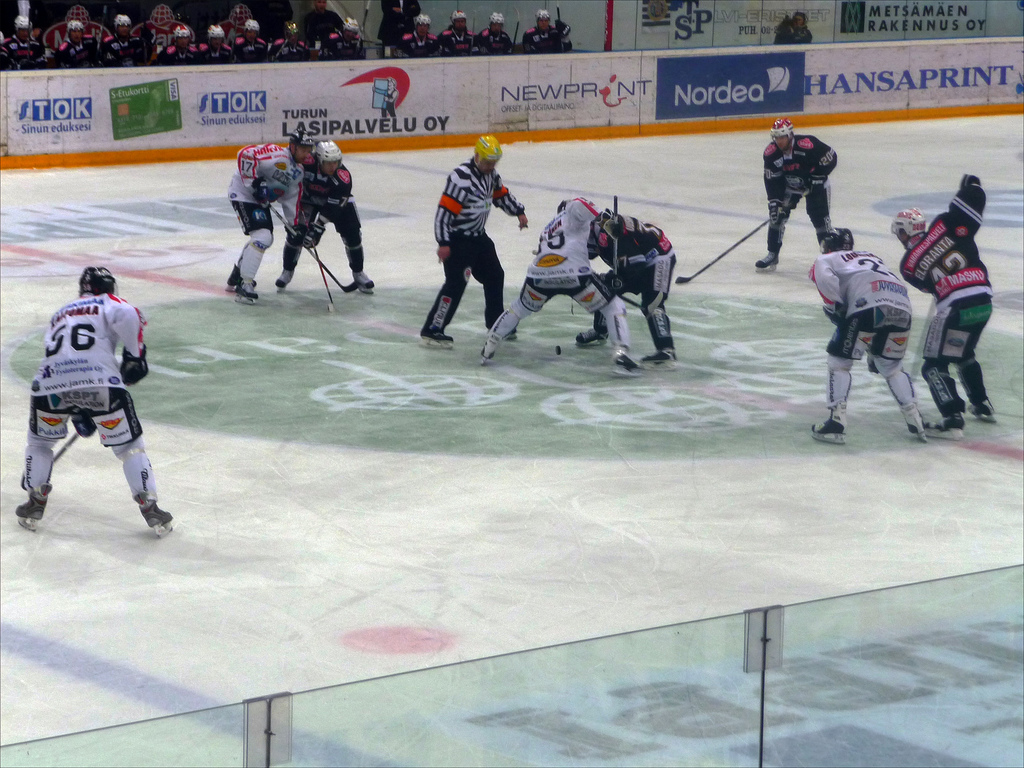
Een wedstrijd tussen TPS en JYP

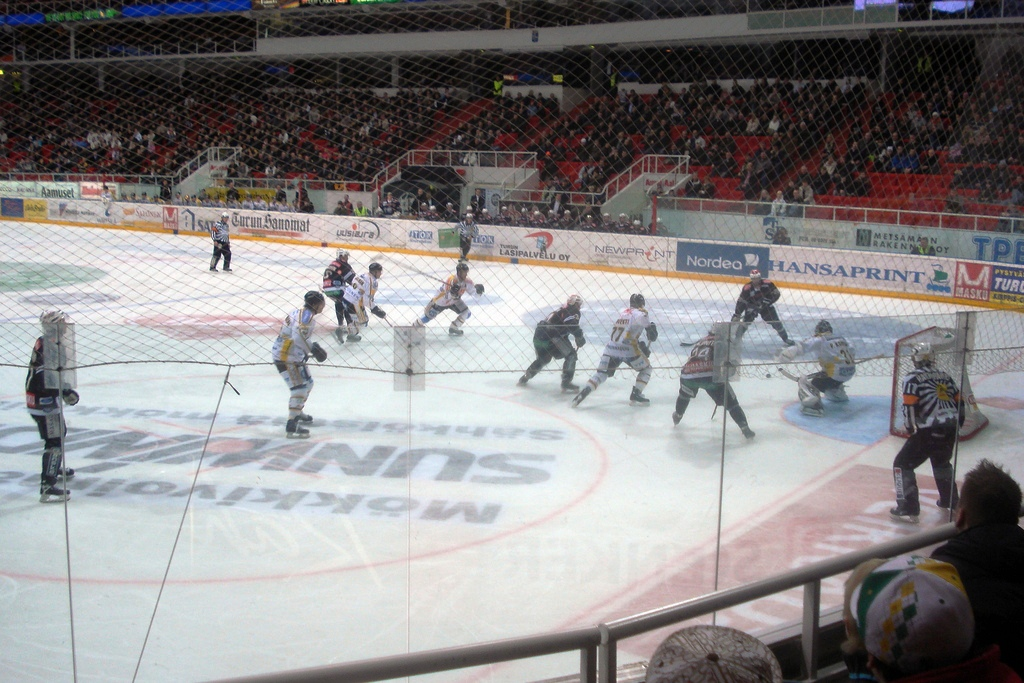
Een wedstrijd tussen Kärpät en TPS

| Doelverdedigers | Doelverdedigers | Doelverdedigers | Doelverdedigers | Doelverdedigers | Doelverdedigers | Doelverdedigers |
| Nummer          | Nationaliteit   | Speler          | Vangt met       | Contract tot    | Geboorteplaats  |                 |
| --------------- | --------------- | --------------- | --------------- | --------------- | --------------- | --------------- |
| 31              | FIN             | Joni Ortio      | L               | 2011            | Finland         |                 |
| 33              | FIN             | Tommi Virtanen  | L               | 2011            | Turku, Finland  |                 |
| 35              | FIN             | Atte Engren     | L               | 2011            | Rauma, Finland  |                 |

| Verdedigers | Verdedigers   | Verdedigers           | Verdedigers | Verdedigers  | Verdedigers                                | Verdedigers |
| Nummer      | Nationaliteit | Speler                | Schiet met  | Contract tot | Geboorteplaats                             |             |
| ----------- | ------------- | --------------------- | ----------- | ------------ | ------------------------------------------ | ----------- |
| 4           | FIN           | Mikael Aaltonen       | L           | 2011         | Turku, Finland                             |             |
| 5           | FIN           | Aki-Petteri Berg      | L           | 2012         | Turku, Finland                             |             |
| 6           | FIN           | Miika Huczkowski      | L           | 2011         | Jyväskylä, Finland                         |             |
| 7           | USA           | Garrett Raboin        | R           | 2011         | Detroit Lakes, Minnesota, Verenigde Staten |             |
| 20          | SWE           | Jens Skålberg         | L           | 2011         | Munkfors, Zweden                           |             |
| 25          | FIN           | Veli-Matti Vittasmäki | L           | 2011         | Turku, Finland                             |             |
| 26          | FIN           | Markus Palmroth       | L           | 2011         | Turku, Finland                             |             |
| 36          | FIN           | Joonas Järvinen       | L           | 2011         | Turku, Finland                             |             |
| 40          | FIN           | Markus Nordlund       | L           | 2011         | Eurajoki, Finland                          |             |
| 41          | CZE           | Tomas Kudelka         | L           | 2011         | Zlin, Tsjechië                             |             |
| 71          | CAN           | Steve McCarthy        | L           | 2011         | Trail, Brits-Columbia, Canada              |             |

| Aanvallers | Aanvallers    | Aanvallers            | Aanvallers | Aanvallers | Aanvallers   | Aanvallers            |
| Nummer     | Nationaliteit | Speler                | Schiet met | Positie    | Contract tot | Geboorteplaats        |
| ---------- | ------------- | --------------------- | ---------- | ---------- | ------------ | --------------------- |
| 16         | CZE           | Michal Birner         | L          | F          | 2011         | Litoměřice, Tsjechië  |
| 17         | FIN           | Mikko Laine           | R          | F          | 2011         | Piikkiö, Finland      |
| 21         | FIN           | Marko Kivenmäki       | L          | F          | 2011         | Turku, Finland        |
| 24         | FIN           | Max Kolu              | L          | LF         | 2011         | Turku, Finland        |
| 27         | FIN           | Marko Virtala         | L          | F          | 2011         | Uusikaupunki, Finland |
| 28         | FIN           | Ville Vahalahti       | L          | F          | 2012         | Pargas, Finland       |
| 34         | FIN           | Tuomas Suominen       | L          | LF         | 2012         | Turku, Finland        |
| 38         | FIN           | Sami Venäläinen       | R          | RF         | 2011         | Kangasala, Finland    |
| 39         | CZE           | Tomas Plihal          | L          | M          | 2011         | Frýdlant, Tsjechië    |
| 74         | FIN           | Antti Erkinjuntti     | L          | LF         | 2011         | Rovaniemi, Finland    |
| 87         | FIN           | Jarkko Hattunen       | L          | A          | 2011         | Kajaani, Finland      |
| 22         | FIN           | Jussi Tapio           | R          | F          | 2011         | Turku, Finland        |
| 77         | CAN           | Mario Valery-Trabucco | R          | M          | 2011         | Caracas, Venezuela    |